# وليد المؤمن
وليد المؤمن (1969  - 18 نوفمبر 2017 )، إعلامي كويتي، كان يقدم النشرات الإخبارية في تلفزيون الكويت، بدايات كانت خلال «قنوات البي بي سي»، وأيضاً في تلفزيون دبي حيث عمل فيها خلال قطاع الأخبار، وتم الاستعانة به في تلفزيون الكويت من أجل تقديم نشرات الأخبار واستمر فيها لعشرون عامًا حتى أواخر حياته.

## المرض والوفاة
تعرّض إلى إصابة بعدد من الجلطات في الدماغ في نهاية أكتوبر 2017، وقد دخل على إثرها إلى المستشفى الأميري، والذي رقد فيه حوالي ثلاثة أسابيع تعرّض خلال فترة تواجده بالمستشفى، إلى عدد كبير من المضاعفات الناتجة عن الجلطات، مما أثّرت على حالته الصحية بشكل عام، ودخل في غيبوبة نُقل على إثرها إلى العناية المركزة.
بعد فترة من دخوله إلى المستشفى توفي في صباح يوم السبت الموافق 18 نوفمبر 2017، وذلك بسبب مضاعفات الجلطات.